# Le Mesnil-Saint-Denis
Le Mesnil-Saint-Denis est une commune française située dans le département des Yvelines en région Île-de-France, située à 28 km au sud-ouest de Paris.
Elle ne doit pas être confondue avec le Mesnil-Saint-Denis, devenue après 1911 Le Mesnil-en-Thelle (Oise). Christophe Buhot est le maire.

## Géographie

### Situation
La commune fait partie du parc naturel régional Haute Vallée de Chevreuse.
Les quartiers de la commune sont :
- Henriville, cité-jardin datant des années 1920 dont le style des habitations est de type normand à colombages ;
- Champmesnil, ensemble pavillonnaire résidentiel datant des années 1970 ;
- le Bois-du-Fay, étendue résidentielle très arborée, en limite de Coignières à l'ouest et à lotissement lent ;
- les Résidences du Château, première transposition en France d'un concept américain de pavillons de banlieue implantés en série dans des lotissements ouverts (Maisons Levitt).

### Hydrographie
Le territoire de la commune abrite l'étang des Noës.

### Hameaux de la commune
La commune comporte trois hameaux : le Rodon, le Mousseau, et à l'écart le Grand-Ambésis.

### Communes limitrophes
Les communes limitrophes sont Élancourt au nord sur environ 800 m, Trappes au nord-est, Saint-Lambert à l'est, Saint-Forget au sud-est, Dampierre-en-Yvelines au sud, Lévis-Saint-Nom au sud-ouest, Coignières à l'ouest et La Verrière au nord-ouest.

### Transports et voies de communications

#### Desserte ferroviaire
Le Mesnil-Saint-Denis dépend majoritairement de la gare de La Verrière en direction de Paris-Montparnasse et de la gare de La Défense, et d'un accès à la gare de Saint-Rémy-lès-Chevreuse en direction de Paris par le RER B.

#### Bus
La commune est desservie par :
- les lignes 402, 415 et 448 du réseau de bus de Saint-Quentin-en-Yvelines ;
- les lignes 89 et 39.17 du réseau de bus Centre et Sud Yvelines.

### Climat
Pour des articles plus généraux, voir Climat de l'Île-de-France et Climat des Yvelines.
En 2010, le climat de la commune est de type climat océanique dégradé des plaines du Centre et du Nord, selon une étude du CNRS s'appuyant sur une série de données couvrant la période 1971-2000. En 2020, Météo-France publie une typologie des climats de la France métropolitaine dans laquelle la commune est exposée à un climat océanique altéré et est dans la région climatique  Sud-ouest du bassin Parisien, caractérisée par une faible pluviométrie, notamment au printemps (120 à 150 mm) et un hiver froid (3,5 °C). 
Pour la période 1971-2000, la température annuelle moyenne est de 10,7 °C, avec une amplitude thermique annuelle de 14,7 °C. Le cumul annuel moyen de précipitations est de 667 mm, avec 10,8 jours de précipitations en janvier et 8 jours en juillet. Pour la période 1991-2020, la température moyenne annuelle observée sur la station météorologique la plus proche, située sur la commune de Trappes à 5 km à vol d'oiseau, est de 11,6 °C et le cumul annuel moyen de précipitations est de 686,3 mm,. Pour l'avenir, les paramètres climatiques de la commune estimés pour 2050 selon différents scénarios d'émission de gaz à effet de serre sont consultables sur un site dédié publié par Météo-France en novembre 2022.
| Mois                                  | jan.             | fév.             | mars             | avril           | mai             | juin           | jui.          | août          | sep.            | oct.            | nov.            | déc.             | année      |
| ------------------------------------- | ---------------- | ---------------- | ---------------- | --------------- | --------------- | -------------- | ------------- | ------------- | --------------- | --------------- | --------------- | ---------------- | ---------- |
| Température minimale moyenne (°C)     | 1,9              | 1,8              | 3,9              | 6               | 9,4             | 12,5           | 14,4          | 14,2          | 11,3            | 8,5             | 4,8             | 2,4              | 7,6        |
| Température moyenne (°C)              | 4,3              | 4,9              | 7,9              | 10,7            | 14,1            | 17,3           | 19,5          | 19,4          | 16              | 12,2            | 7,6             | 4,8              | 11,6       |
| Température maximale moyenne (°C)     | 6,8              | 8                | 11,9             | 15,4            | 18,8            | 22,1           | 24,6          | 24,6          | 20,7            | 15,8            | 10,4            | 7,2              | 15,5       |
| Record de froid (°C) date du record   | −15,8 17.01.1985 | −15,6 13.02.1929 | −10,5 07.03.1971 | −4,1 12.04.1986 | −1,2 07.05.1957 | 0,1 01.06.1936 | 2 09.07.1929  | 4 31.08.1928  | −0,5 20.09.1952 | −5,2 28.10.1931 | −8,9 24.11.1998 | −14,3 22.12.1946 | −15,8 1985 |
| Record de chaleur (°C) date du record | 16 05.01.1999    | 20,3 27.02.19    | 24,7 31.03.21    | 28 18.04.1949   | 30,9 27.05.05   | 36 18.06.22    | 40,6 25.07.19 | 39,1 06.08.03 | 34,6 09.09.23   | 29 01.10.1985   | 21 03.11.1927   | 16,8 07.12.00    | 40,6 2019  |
| Ensoleillement (h)                    | 57               | 806              | 1 337            | 1 758           | 2 017           | 2 096          | 2 223         | 2 163         | 1 769           | 1 168           | 676             | 553              | 17 138     |
| Précipitations (mm)                   | 56,2             | 49,9             | 50,1             | 49,9            | 66              | 57             | 56,3          | 56,1          | 49,8            | 61,8            | 61,2            | 72               | 686,3      |

## Urbanisme

### Typologie
Au 1er janvier 2024, Le Mesnil-Saint-Denis est catégorisée grand centre urbain, selon la nouvelle grille communale de densité à sept niveaux définie par l'Insee en 2022.
Elle appartient à l'unité urbaine de Paris, une agglomération inter-départementale regroupant 407  communes, dont elle est une commune de la banlieue,,. Par ailleurs la commune fait partie de l'aire d'attraction de Paris, dont elle est une commune du pôle principal,. Cette aire regroupe 1 929 communes,.

## Climat
| Mois                                  | jan.          | fév.          | mars          | avril        | mai          | juin         | jui.         | août         | sep.         | oct.         | nov.         | déc.          | année      |
| ------------------------------------- | ------------- | ------------- | ------------- | ------------ | ------------ | ------------ | ------------ | ------------ | ------------ | ------------ | ------------ | ------------- | ---------- |
| Température minimale moyenne (°C)     | 1,3           | 1,3           | 3,6           | 5,5          | 9,1          | 12,1         | 14           | 13,8         | 11           | 8,2          | 4,3          | 2             | 7,2        |
| Température moyenne (°C)              | 3,9           | 4,4           | 7,5           | 10,1         | 13,8         | 16,9         | 19,2         | 19           | 15,8         | 11,9         | 7,2          | 4,3           | 11,2       |
| Température maximale moyenne (°C)     | 6,4           | 7,6           | 11,5          | 14,7         | 18,5         | 21,7         | 24,3         | 24,2         | 20,5         | 15,7         | 10,1         | 6,7           | 15,2       |
| Record de froid (°C) date du record   | −15,8 17/1985 | −15,6 13/1929 | −10,5 07/1971 | −4,1 12/1986 | −1,2 07/1957 | 0,1 01/1936  | 2 09/1929    | 4 31/1928    | −0,5 20/1952 | −5,2 28/1931 | −8,9 24/1998 | −14,3 22/1946 | −15,8 1985 |
| Record de chaleur (°C) date du record | 16 05/1999    | 19,5 24/1990  | 23,5 29/1989  | 28 18/1949   | 30,9 27/2005 | 35,4 27/2011 | 37,6 28/1947 | 39,1 06/2003 | 34,6 04/1929 | 29 01/1985   | 21 03/1927   | 16,8 07/2000  | 39,1 2003  |
| Ensoleillement (h)                    | 55,6          | 68            | 122,7         | 148,3        | 153,8        | 240,4        | 216,9        | 176,2        | 143          | 110,5        | 53           | 49,1          | 1 557,5    |
| Précipitations (mm)                   | 59,4          | 50            | 53,7          | 54,9         | 63,9         | 53,7         | 61,7         | 53,7         | 51,4         | 68,8         | 57,1         | 65,9          | 694,2      |

### Occupation des sols
Le tableau ci-dessous présente l'occupation des sols de la commune en 2018, telle qu'elle ressort de la base de données européenne d’occupation biophysique des sols Corine Land Cover (CLC).
| Type d’occupation                            | Pourcentage | Superficie (en hectares) |
| -------------------------------------------- | ----------- | ------------------------ |
| Tissu urbain discontinu                      | 22,6 %      | 205                      |
| Terres arables hors périmètres d'irrigation  | 57,7 %      | 523                      |
| Systèmes culturaux et parcellaires complexes | 4,4 %       | 40                       |
| Forêts de feuillus                           | 12,0 %      | 109                      |
| Plans d'eau                                  | 3,3 %       | 30                       |
| Source : Corine Land Cover                   |             |                          |

## Toponymie
Attestée sous le nom Mesnile, Mansionilla Sancti Dionizii, Mennilium en 1152, Mesnolium Sancti Dionisii en 1119, Le Mênil-Saint-Denis.
« Mesnil », toponyme très répandu en France, à partir de Mansionem, le bas latin a créé un nouveau terme dérivé du mot latin mansionile, diminutif de mansio, demeure, habitation, maison. Devenu en français médiéval maisnil, mesnil, « maison avec terrain ».
« Le Mesnil-Saint-Denis » évoque dès le XIIIe siècle le saint patron de l'église.
« Saint-Denis » rappelle que le territoire communal fut autrefois inclus dans le domaine de l'abbaye de Saint-Denis.

## Histoire
En 768, Pépin le Bref donne aux moines de l'abbaye de Saint-Denis un fief dans la forêt des Yvelines. Ces derniers en établissent le siège à l'emplacement actuel de la commune, plus précisément à la forteresse de Beaurain.
Le nom de Mesnil-Saint-Denis apparait au XIIe siècle.
En 1543, un procureur du Parlement, Philippe Habert, fait l'acquisition d'une maison et de terres au Mesnil. Son fils, Louis Habert, trésorier des guerres, en hérite et devient le seigneur du pays. Il fait construire un château en face de la maison forte de Beaurain, et obtient l'érection de son domaine en seigneurie du Mesnil-Habert.
En 1654, une éclipse solaire sème un vent de panique sur Paris. Certains annoncent la fin du monde. Plus confiant, le philosophe et savant Pierre Gassendi observera cette éclipse depuis le château des Habert de Montmor (qui eurent aussi Montmort aux Essarts-le-Roi), à l’aide des lunettes de Galilée dont il popularisera les thèses.
Durant le siège de Paris en 1870 le quartier général de la 6e division prussienne fut installé au Mesnil-Saint-Denis.
Longtemps petite commune agricole, Le Mesnil-Saint-Denis se développe en 1963 avec un lotissement et à partir de 1970-1980, lorsque deux ensembles résidentiels sont construits.

## Héraldique
| Armes du Mesnil-Saint-Denis | Les armes du Mesnil-Saint-Denis se blasonnement ainsi : de gueules au chevron d'or accompagné de trois anilles du même, sur le tout d'azur à trois fleurs de lis aussi d'or. |

Ce blason, adopté par la commune en 1972, dérive de celui de la famille des Habert de Montmor, dont la couleur du champ a été modifiée (gueules au lieu d'azur) et auquel a été ajouté le blason de l'Île-de-France (écusson central).

## Circonscription
Le Mesnil-Saint-Denis fait partie de la 11e circonscription des Yvelines. Cette circonscription regroupe les communes de Bois-d'Arcy, Élancourt, Fontenay-le-Fleury, La Verrière, Saint-Cyr-l'École et Trappes.
Le député élu de la XVe législature (2022-2027) de la Ve République est William Martinet apparenté à La France insoumise / Nupes.

## Politique et administration

### Liste des maires
| Période                                  | Période            | Identité                    | Étiquette | Qualité                                                                                              |
| ---------------------------------------- | ------------------ | --------------------------- | --------- | --- |
| Les données manquantes sont à compléter. |                    |                             |           | |
| 1888                                     | 1894               | Henri Émile Husson-Carcenac |           | |
| 1894                                     | 1896               | Giraud                      |           | |
| 1896                                     | 1906               | Henri Émile Husson-Carcenac |           | |
| 1906                                     | 1908               | Henri Dubois                |           | |
| 1908                                     | 1927               | Henri Émile Husson-Carcenac |           | |
| 1927                                     | 1933               | Du Barry                    |           | |
| 1933                                     | 1938               | Adolphe Moiton              |           | |
| mai 1938                                 | avril 1967 (décès) | Raymond Berrurier           | DVD       | Notaire Conseiller général de Chevreuse (1951 → 1967)                                                |
| 1967                                     | mars 1971          | Raymond Lourdault           |           | |
| mars 1971                                | mars 1983          | Jean-Paul Aubert            |           | Principal de collège                                                                                 |
| mars 1983                                | mars 2001          | Guy Lefébure                | DVD-UDF   | |
| mars 2001                                | mars 2014          | Jean Créno                  | RPR → UMP | Maire de Saint-Forget (1965 → 2001)                                                                  |
| mars 2014                                | juillet 2020       | Evelyne Aubert              | UMP → LR  | 2e vice-présidente de la CC de la Haute Vallée de Chevreuse (2014 → 2020)                            |
| juillet 2020                             | En cours           | Christophe Buhot            | LREM → RE | Expert en développement durable 5e vice-président de la CC de la Haute Vallée de Chevreuse (2020 → ) |

## Population et société

### Démographie

#### Évolution démographique
L'évolution du nombre d'habitants est connue à travers les recensements de la population effectués dans la commune depuis 1793. Pour les communes de moins de 10 000 habitants, une enquête de recensement portant sur toute la population est réalisée tous les cinq ans, les populations de référence des années intermédiaires étant quant à elles estimées par interpolation ou extrapolation. Pour la commune, le premier recensement exhaustif entrant dans le cadre du nouveau dispositif a été réalisé en 2007.

En 2022, la commune comptait 7 103 habitants, en évolution de +5,21 % par rapport à 2016 (Yvelines : +2,72 %, France hors Mayotte : +2,11 %).
| 1793 | 1800 | 1806 | 1821 | 1831 | 1836 | 1841 | 1846 | 1851 |
| ---- | ---- | ---- | ---- | ---- | ---- | ---- | ---- | ---- |
| 474  | 529  | 450  | 491  | 519  | 503  | 489  | 534  | 505  |

| 1856 | 1861 | 1866 | 1872 | 1876 | 1881 | 1886 | 1891 | 1896 |
| ---- | ---- | ---- | ---- | ---- | ---- | ---- | ---- | ---- |
| 445  | 504  | 491  | 498  | 518  | 518  | 536  | 553  | 657  |

| 1901 | 1906 | 1911 | 1921 | 1926 | 1931 | 1936 | 1946  | 1954  |
| ---- | ---- | ---- | ---- | ---- | ---- | ---- | ----- | ----- |
| 670  | 650  | 654  | 623  | 633  | 758  | 792  | 1 046 | 1 161 |

| 1962  | 1968  | 1975  | 1982  | 1990  | 1999  | 2006  | 2007  | 2012  |
| ----- | ----- | ----- | ----- | ----- | ----- | ----- | ----- | ----- |
| 1 727 | 4 061 | 5 381 | 6 594 | 6 528 | 6 518 | 6 610 | 6 622 | 6 593 |

| 2017  | 2022  | - | - | - | - | - | - | - |
| ----- | ----- | - | - | - | - | - | - | - |
| 6 789 | 7 103 | - | - | - | - | - | - | - |

#### Pyramide des âges
En 2018, le taux de personnes d'un âge inférieur à 30 ans s'élève à 34,1 %, soit en dessous de la moyenne départementale (38 %). À l'inverse, le taux de personnes d'âge supérieur à 60 ans est de 27,1 % la même année, alors qu'il est de 21,7 % au niveau départemental.
En 2018, la commune comptait 3 276 hommes pour 3 538 femmes, soit un taux de 51,92 % de femmes, légèrement supérieur au taux départemental (51,32 %).
Les pyramides des âges de la commune et du département s'établissent comme suit.
| Hommes | Classe d’âge | Femmes |
| ------ | ------------ | ------ |
| 0,5    | 90 ou +      | 1,7    |
| 7,9    | 75-89 ans    | 10,2   |
| 16,3   | 60-74 ans    | 17,4   |
| 21,3   | 45-59 ans    | 20,6   |
| 18,2   | 30-44 ans    | 17,7   |
| 15,4   | 15-29 ans    | 13,6   |
| 20,5   | 0-14 ans     | 18,8   |

| Hommes | Classe d’âge | Femmes |
| ------ | ------------ | ------ |
| 0,6    | 90 ou +      | 1,4    |
| 6      | 75-89 ans    | 7,8    |
| 13,5   | 60-74 ans    | 14,8   |
| 20,7   | 45-59 ans    | 20,1   |
| 19,6   | 30-44 ans    | 19,9   |
| 18,5   | 15-29 ans    | 16,8   |
| 21,2   | 0-14 ans     | 19,2   |

## Enseignement
Il existe plusieurs écoles : 
- Le Bois-du-Fay ;
- Champmesnil.

Et aussi plusieurs collèges : 
- Le collège public Philippe-de-Champaigne ;
- Le collège privé Sainte-Thérèse.

## Sports
Les infrastructures sportives disponibles sur la commune sont réparties sur trois sites principaux:
- Gymnase Intercommunal dit gymnase Champaigne car jouxtant le collège Philippe-de-Champaigne. Ce complexe, géré en commun par le SIVOM constitué par la ville du Mesnil-Saint-Denis et la ville voisine de La Verrière, comporte les équipements suivants :
  - une salle de gymnastique artistique équipée d'agrès et d'un praticable de gymnastique ;
  - une salle polyvalente avec une tribune, type salle couverte de handball et de basket ;
  - un dojo ;
  - une petite salle polyvalente pour la pratique de la gymnastique et de l'escrime ;
  - une piscine, entièrement rénovée en 2014, disposant d'un parc extérieur, d'une verrière avec toit ouvrant et équipée d'un système novateur de traitement de l'eau moins agressif pour les muqueuses que les systèmes traditionnels au chlore.
- Parc des sports Guy-Lefébure   Ce complexe héberge les infrastructures suivantes :
  - deux terrains de tennis couverts ;
  - une salle polyvalente (type salle couverte de handball et de basket) ;
  - des terrains de football avec un bâtiment dédié aux vestiaires. À noter que l'emplacement des terrains de football est également appelé « parc sportif des Noës » (car à proximité de l'étang des Noës) mais est à présent considéré comme rattaché au parc des sports Guy-Lefébure qui a depuis été construit juste à côté.
- Terrains de tennis, au nombre de huit en plein air, situés dans les jardins de la mairie.

Les deux principales associations sportives de la ville sont :
- l'ASMD Association Sportive du Mesnil Saint Denis qui est un club omnisports affilié à la FFCO (Fédération française des clubs omnisports) et fédérant 18 sections sportives : aïkido, badminton, basket, course à pied, cyclisme, escrime, football, gymnastique artistique, gymnastique volontaire, judo/jujitsu, karaté/taï-chi, marche, natation, natation synchronisée, pétanque, tennis de table, tir à l'arc, volley ;
- le TCM (Tennis Club du Mesnil).

## Lieux et monuments

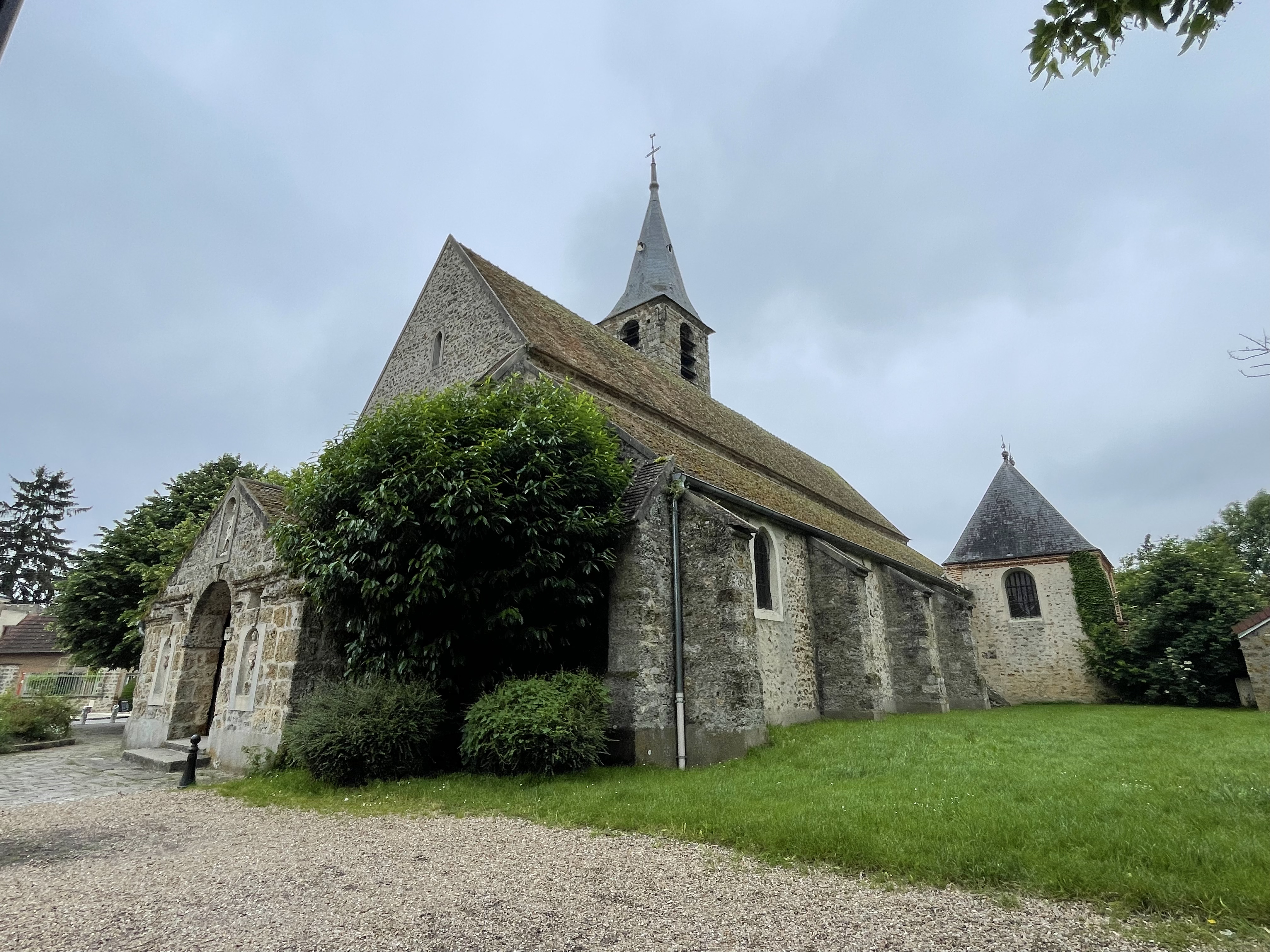
L'Eglise Saint-Denis en 2024.

- L'église Saint-Denis datant originellement du XIIIe siècle, en grande partie rebâtie au XVIe siècle et dont le clocher, détruit par la foudre, fut reconstruit en 1729
- Le château construit à la fin du XVIe siècle, qui fait office d'hôtel de ville, a appartenu à Henri Louis Habert de Montmor. Pierre Gassendi, l’un des plus grands contradicteurs de Descartes, faisait salon.
- Le Skit du Saint-Esprit, ermitage russe orthodoxe, dans le Bois du Fay,
- Le monastère du Sacré-Cœur, maison de retraite de Fort-Manoir, dans le hameau du Mousseau.
- La porte Henri-IV et ses maisons à colombages d'inspiration normande,
- Les résidences du Château, une des premières zones pavillonnaires d'Île-de-France, construite pour la première tranche en 1968 par la filiale française du constructeur américain Levitt, qui y développa le concept des Maisons Levitt.
- Le CLC, construction de type moderne des années 1970.

## Activités festives
Une partie des événements festifs du Mesnil-Saint-Denis, tel que le carnaval, la Fête nationale ou la brocante de la Saint-Denis, sont organisés par le comité des fêtes.

## Jumelages
- Hankensbüttel (Allemagne) depuis 1983.

## Anecdotes
- Le château a été acheté par Milton Reynolds en 1947 et il se servit des communs pour y installer des ateliers pour la fabrication des premiers stylos Reynolds. En 1952, la commune le lui racheta pour en faire son hôtel de ville.
- La commune a été le lieu de nombreux tournages, dont notamment Janique Aimée, un feuilleton télévisé diffusé du 4 février au 12 avril 1963 sur RTF Télévision, et La Dame de Monsoreau), une mini-série diffusée du 18 au 31 décembre 1971 sur la deuxième chaîne de l'ORTF.

## Personnalités liées à la commune
- Henri Louis Habert de Montmor, propriétaire du château du Mesnil-Saint-Denis, était un grand mécène des sciences : il a fondé la fameuse Académie montmorienne, qui préfigura l’Académie royale des sciences.
- Maurice Blanchot y vécut, place des Pensées, des années 1960 jusqu'à sa mort le 20 février 2003, dans la plus grande solitude. Il est inhumé dans le cimetière de la ville, ainsi que son frère, l'architecte René Blanchot.
- L'espion et écrivain  franco-britannique George Langelaan y vécut dans les années 1960-1970.
- Pierre Tornade y vécut des années 1960 jusqu'à sa mort en mars 2012. Il est inhumé dans le cimetière de la ville.
- Ernest Picard, et son fils Paul Ernest-Picard (1868-1948).
- Benjamin Axus, judoka français élu deux fois aux championnats de France de judo, étant aussi sacré champion d'Europe junior de judo dans la catégorie des moins de 73 kg en 2014.